# König Assarhaddon

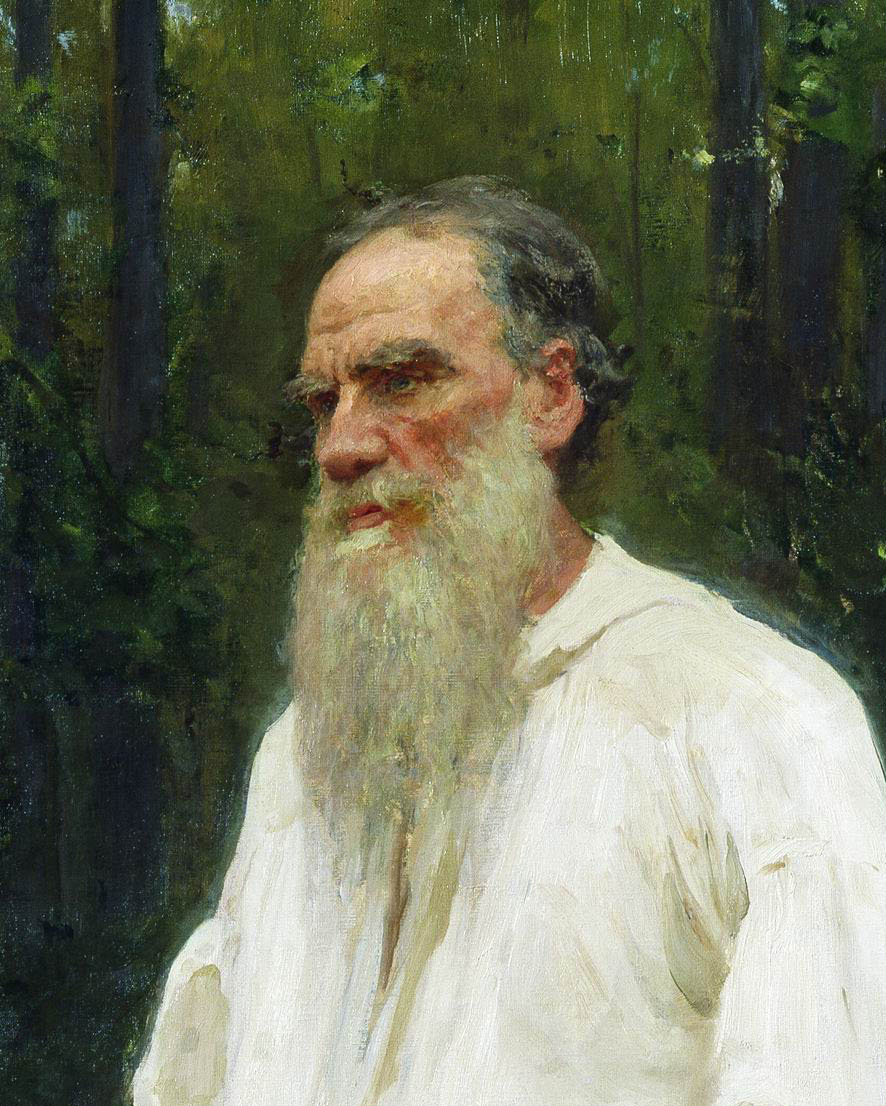
Lew Tolstoi im Jahr 1901
porträtiert von Ilja Repin

König Assarhaddon, auch König Asarhaddon (russisch Ассирийский царь Асархадон, Assiriski zar Assarchadon), ist eine Legende von Lew Tolstoi, die 1903 entstand und im selben Jahr im Sankt Petersburger Buchverlag  Posrednik mit Illustrationen von Nadeschda Iwanowna Grischina erschien.

## Inhalt
Der assyrische König Assarhaddon überlegt sich auf dem Nachtlager in Ninive die Hinrichtungsart für König Lailie. Diesen seinen Feind hat er draußen an den Händen gefesselt in einen Käfig sperren lassen. Zwanzig Tage schon hat sich der gegnerische König das Geschrei seiner Kampfgefährten anhören müssen, denen auf dem Richtplatz die Gliedmaßen abgehackt und die Haut abgezogen worden war. König Lailie hat mitansehen müssen, wie seine geliebte Königin dem Gegner Assarhaddon als Sklavin zugeführt worden war.
Zwischen Wachen und Träumen erscheint Assarhaddon ein Greis. Der Alte führt den im Halbschlaf liegenden vor Augen: Beide Könige sind eins. Viel mehr noch: Er, Assarhaddon, könne seinem Feind – auf welche Art auch immer – nicht das Leben nehmen. Denn für das Leben gäbe es weder Zeit noch Raum. Das Leben sei ein Augenblick. Geradeso sei das Leben eine Reihe von Jahrtausenden. Das Leben Assarhaddons sei, wie das Leben aller sichtbaren und unsichtbaren Wesen der Welt, das gleiche.
Im darauffolgenden Morgen lässt Assarhaddon alle Gefangenen frei, bestimmt Assurbanihabal als seinen Nachfolger, pilgert durch Assyrien und verkündet den Menschen am Wege die Botschaft des nächtlichen Besuchers.

## Deutschsprachige Ausgaben
- König Asarhaddon. Deutsch von Arthur Luther. S. 83–88 in: Gisela Drohla (Hrsg.): Leo N. Tolstoj. Sämtliche Erzählungen. Siebenter Band. Insel, Frankfurt am Main 1961 (2. Aufl. der Ausgabe in acht Bänden 1982)

## Anmerkung
1. ↑  Im 7. Jahrhundert v. Chr. – genauer, um 676 v. Chr. – soll Assarhaddon in der Arabischen Wüste acht arabische Stammesfürsten besiegt haben. Einer sei Lailie gewesen (Quelle: ru:Асархаддон#Поход против арабов, auf Deutsch: Assarhaddons Feldzug gegen die Araber).